# Norimberský nebeský úkaz roku 1561

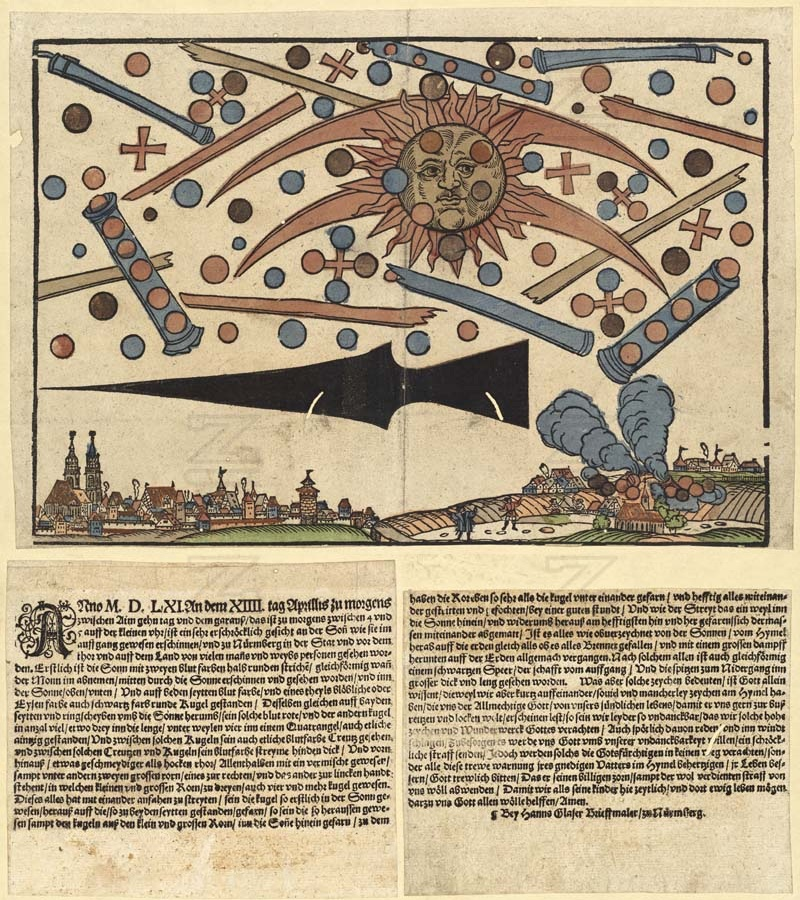
Glaserův kolorovaný dřevoryt

Norimberský nebeský úkaz roku 1561 byla událost, která patří k nejstarším dochovaným zprávám o UFO. Došlo k ní 14. dubna 1561 v ranních hodinách, kdy obyvatelé Norimberka pozorovali na obloze různé útvary jako srpky, disky, šípy, trubky a kříže, které měnily polohu a vypadalo to, jako by mezi sebou bojovaly. Neobvyklá podívaná trvala více než hodinu. Norimberský tiskař Hans Glaser později vydal podrobnou zprávu o záhadném incidentu, doprovázenou vlastními barevnými ilustracemi. Moderní věda fenomén vysvětluje jako halové jevy. Carl Gustav Jung ve své knize o létajících talířích poznamenává, že Německo v té době žilo ve zjitřené atmosféře náboženských konfliktů a každá neobvyklá událost mohla snadno vyvolat mystické úvahy.